# 大田消防本部
大田消防本部（テジョンしょうぼうほんぶ）は、大韓民国大田広域市を管轄区域とする消防本部である。1989年1月1日に設置された。住所は大田広域市西区ヒャンチョン通70（屯山洞1420）。

## 本部組織
- 消防本部長（消防准監）
  - 消防行政課（以下の課長、室長、団長は地方消防正）
  - 予防安全課
  - 対応管理課
  - 119総合状況室
  - 119特殊救助団

## 消防署
大田消防本部には5消防署のもと、26の119安全センターと各々5の119救助隊、119救急隊がある。

### 組織
- 署長（地方消防正）
  - 消防行政課（以下の課長、団長は地方消防領）
  - 予防安全課
  - 119災難対応課
  - 現場対応団
  - 119安全センター（以下のセンター長、隊長は地方消防警または地方消防尉）
  - 119救助隊
  - 119救急隊

### 消防署一覧
各消防署及び所属119安全センターの名称は以下の通り。
| 消防署     | 119安全センター                    |
| ---------- | ---------------------------------- |
| 東部消防署 | 佳陽、三省、元洞、芙沙、山内、龍雲 |
| 屯山消防署 | 葛馬、太平、炭坊、月坪、セムモリ   |
| 大徳消防署 | 法洞、大禾、徳岩、文坪、宋村       |
| 儒城消防署 | 道龍、田民、九岩、弓洞、老隠       |
| 西部消防署 | 福守、文化、山城、佳水院、元内     |